# 土 (食材)
本項では土の食用について解説する。岩塩など一部を除き、土壌は現代において一般的な食品とはみなされていない。一方で、人類が土壌を摂食する文化は世界各地に分布しており、消化作用の促進、滋養強壮、解毒などの目的で摂取されている。

## 土壌中の栄養素
土壌にはマグネシウム、ナトリウム、カルシウム、鉄分などのミネラルが含まれている。

## ヒト

### 土食文化
一般的な食文化として、土を食材として用いる地域は世界各地に分布している。例えばアメリカ合衆国南部では黒人奴隷が持ち込んだ土食文化が普及し、調理済み土を一般商店で買い求めることができる。また、ネイティブ・アメリカンはイワーキー（癒しの土、Ee-Wah-Kee）と呼び心労回復のために土を食べる。その他、ベトナムでもてなし料理として知られている土の網焼や、ハイチのテーレという名のビスケットにも土が原料として用いられている。フランス料理にも煮込んだ土にルッコラの根を添えた「土のスープ」という料理がある。
樺太のアイヌ民族も、調理に土を使っていたことが知られている。 珪藻土(アイヌ語: チエトィ。「我らの食べる土」の意) を水に溶いて煮立てたものにハナウドの葉柄、ウラジロタデの若い茎、クロユリの鱗茎などを搗き潰して加え、油を加えたりして食する。
18世紀後期のドイツの博物学者フンボルトは、1800年6月にオリノコ川沿いの村で、オトマコ族（Otomacs）の住民が土を食べることを観察している。土は灰黄色のきめの細かいもので、直径10センチメートルあまりの団子にして保存される。直接呑み込むほか、煮炊きの際に溶かして使うこともある。持ち帰った団子を分析したところ、シリカとアルミナのほか若干の石灰から成り、脂肪や炭水化物は含まれていなかった。彼は、洪水の期間は魚が獲れないので土を食べて飢えをしのぐのであろうと結論づけた。
上記以外にも、飢饉や食糧難の時代に珪藻土やベントナイトが食品の増量材として使われたことがある。加藤清正が建てた当初の熊本城は、籠城戦の食糧を想定して土壁にカンピョウや芋がらをつなぎに塗りこめた珪藻土が用いられている。

### 薬としての利用
ベントナイトは下剤や食用のもの（例：乾パン）の腹持ちを良くするために含まれることがある。カオリナイトは賦形剤や止瀉薬として薬に使われる。アタパルジャイト（attapulgite）も止瀉薬の有効成分として利用されている。
中国の薬用植物・鉱物などをまとめた本草綱目の7章には鉱物の作用について書かれた「土部」がある。黄土の竈から得られる嘔吐・下血・止血に用いる漢方薬「伏龍肝」などが記載されている。
14世紀まで、ギリシャのリムノス島の土（レムノス土）が、赤痢に対する薬や解毒剤として医療用に処方されていた。1848年の重要な薬局方に記載され19世紀まで使用されたという情報もある。小プリニウスによると「目の下で擦ると、涙と痛みを抑制する。出血の場合は、酢と共に処方する。脾臓や肝臓の病気、酷い月経、蛇咬傷と毒に対して使用される」と報告している。
西アフリカ地域の伝統民間療法としてつわりの軽減にカラバッシュ・チョーク（calabash chalk）やnzuなどと呼ばれる粘土を処方するものがあるが、鉛やヒ素が含まれることが知られており、英国食品基準庁などは摂取しないよう求めている。またデトックス用途と称して粘土を含む飲料（いわゆる「飲むクレイ」）やサプリメントが流通しているが、これも鉛やヒ素を含む製品がたびたび流通しており、英国食品基準庁は摂取しないよう求めている。
その他、薬用とされた土
- アルメニア粘土（英語版） - 赤痢・下痢・出血の薬として処方された他、歯磨き粉・本・陶器の赤色顔料、金細工に利用された。

### 土食症
紀元前5-4世紀の医者ヒポクラテスの本に土食症が記述され、1世紀頃の学者アウルス・コルネリウス・ケルススの有名な医学書「De Medicina（医学論）」にも貧血との関連が記載されている。現代においても、土食を含む異食症の患者には、貧血など微量栄養素の欠乏症との有意な関連が報告されている。
妊娠した女性が土壁をかじったり、地面の土を食べた事例は日本でも古くから知られており、亜鉛や鉄分が不足して味覚異常になった際に発症しやすい行動であることが科学的に明らかになっている。タンザニアのペンバ島では、若い女性が土を食べ始めることは妊娠の兆候として喜ばれる。普段土を食さない人が上記のような症状に陥る場合は土食症（geophagia）と呼ばれる病名を冠する。

### 混入物として
古代ローマ時代に、パンに当時「白い土」と呼ばれた酸化マグネシウムや炭酸塩が入っていたという告発がされた。19世紀にはイギリスでパンに石灰やミョウバン等が混ぜられたとして問題になり、食の安全が見直しされ検出法が発達した。

## 動物の土壌食性
有機質の多い土壌（主に表土）には無数の微生物や小動物が生息している。ミミズはこれらを土と共に摂食している。
鳥類や哺乳類にも、土壌を食するものがある。オウム、ウシ、コウモリ、ネズミ、ゾウなどは、動物の習性として土を摂食することが知られている。その機能として塩類などミネラル補給説や、土壌の物理組成による毒物吸着説、胃腸障害の改善、アシドーシス改善作用説などがある。ウガンダのキバレ国立公園のチンパンジーの土食の理由は、土壌成分のカオリナイトとある種の植物が作用することで得られる抗マラリア原虫物質である可能性がある。一方でカオリナイトには下痢止めの作用も知られており、マハレ山塊国立公園のチンパンジーの場合、胃腸障害が疑われる時に、蟻塚をこのんで食べることが知られている